# Alejandro Toro Herrera
Alejandro Enrique Toro Herrera (Temuco, 15 de marzo de 1930 - Santiago, 2 de febrero de 2017) fue un político chileno.

## Biografía
Hijo de Uberlindo Antonio Toro Moreno y de Cristina Herrera Rojas. 
Se casó en Concepción el 1° de septiembre de 1958, con Quela Jara Valenzuela; y en segundo matrimonio, con Olga Devia Lubet. Tuvo seis hijos: Alicia María, Eduardo Enrique, Doris Ruth, Víctor Antonio, Olga Cristina y Alejandro Alfredo. 

## Actividades públicas
- Delegado de las Juventudes Comunistas de Chile al Congreso de Komsomol, Unión Soviética (1954).
- Secretario General regional de Valparaíso del Partido Comunista de Chile (1955).
- Delegado del Partido Comunista de Chile al VIII Aniversario de la Revolución Cubana (1967).
- Diputado por Talca, Curepto y Lontué (1969-1973); integrante de la comisión permanente de Relaciones Exteriores y de Defensa Nacional.
- Delegado del Partido Comunista de Chile al Congreso Comunista de Checoslovaquia (1969).
- Presidente de la Delegación de Chile en la Conferencia sobre Reformas Agrarias en América Latina, celebrada en Bogotá, en junio de 1972.
- Senador por Curicó, Talca, Maule y Linares (1973-1981); figuró en la comisión permanente de Defensa Nacional.

El Golpe de estado del 11 de septiembre de 1973, puso término anticipado al período legislativo por medio del Decreto Ley N.° 27, del 21 de septiembre de 1973, el cual disolvió el Congreso Nacional y se da inicio a una Dictadura, encabezada por el general Augusto Pinochet Ugarte (1973-1990).

- Exiliado en la República Democrática Alemana (1974-1979), colaborando en la Oficina Chilena Antifascista, liderada por el ex senador Carlos Contreras Labarca.
- Representante del Partido Comunista de Chile en México, organizando al grupo de exiliados chilenos dirigidos por el ex senador Hugo Miranda Ramírez, atendiendo las oficinas de exiliados en Canadá, Cuba y Nicaragua (1979-1982).
- Miembro del Frente de Liberación de Mozambique, en su estadía en el país, cuando fue en busca de exiliados chilenos (1982).
- Delegado del Partido Comunista de Chile en la Escuela de Cuadros de China (1983).
- Retornó del exilio en 1983, incorporándose al Movimiento Democrático Popular.
- Detenido en 1986 por ser vocero del Partido Comunista de Chile, fue procesado y condenado a 1.082 días de prisión, aplicándole la Ley de Seguridad Interior del Estado.
- Distanciado de su partido, el que llegó a un acuerdo de participación democrática, se unió al Partido Democrático de Izquierda.
- En sus últimos años fue independiente concertacionista.

## Historial electoral

### Elecciones parlamentarias de 1973
Senador Sexta Agrupación Provincial, Talca, Linares, Curicó y Maule Período 1973-1981 (Fuente: Diario El Mercurio, Martes 6 de marzo de 1973)